# Luciano Sola
Luciano Sola (Seregno, Provincia de Monza y Brianza, Italia, 5 de marzo de 1959) es un exfutbolista italiano. Se desempeñaba como mediocampista.

## Trayectoria
Formado en la cantera del Milan, en 1978 fue adquirido por el club de su ciudad, el Seregno, que militaba en la Serie C1. En 1979 fue transferido al Reggiana, logrando dos años más tarde el ascenso a la Serie B. En el otoño 1983 pasó al Bari, donde consiguió en sólo dos años el doble ascenso, desde la Serie C1 a la Serie A.
En 1986 fichó por el Napoli, entrenado por el técnico Ottavio Bianchi, con el que se consagró campeón de Italia y ganó la Copa de Italia. En la temporada siguiente hizo su debut en la Copa de Europa, ante el Real Madrid.
En 1988 fue transferido al Padova, disputando tres temporadas de la Serie B, para luego pasar al Fano, en la Serie C1, donde concluyó su carrera de futbolista profesional. Antes de ritirarse definitivamente, jugó otros tres años con los dilettanti del Capriolo.
En su carrera totalizó 54 presencias y un gol en Serie A, y 183 presencias y 5 goles en Serie B.

## Clubes
| Club           | País   | Año       |
| -------------- | ------ | --------- |
| Seregno Calcio | Italia | 1978-1979 |
| AC Reggiana    | Italia | 1979-1983 |
| AS Bari        | Italia | 1983-1986 |
| SSC Napoli     | Italia | 1986-1988 |
| Calcio Padova  | Italia | 1988-1991 |
| Fano Calcio    | Italia | 1991-1992 |

## Palmarés

### Campeonatos nacionales
| Título         | Club       | País   | Año       |
| -------------- | ---------- | ------ | --------- |
| Serie A        | SSC Napoli | Italia | 1986-1987 |
| Copa de Italia | SSC Napoli | Italia | 1986-1987 |